# ありふれた今日の特別な場面
「ありふれた今日の特別な場面」（ありふれたきょうのとくべつなばめん）は、Chicago Poodleの3曲目の配信限定シングル。

## 内容
PVはレコーディング風景が主になっている。本作は第10回京都学生祭典記念楽曲として制作した。
作詞に長戸大幸が参加している（「DN」名義）。ビーイングから発売された作品の中では長戸がプロデュースに関与せず制作のみに参加した数少ない作品である。

## 収録曲
1. ありふれた今日の特別な場面　
作詞：辻本健司・山口教仁・DN[3]　作曲：花沢耕太　編曲：Chicago Poodle